# تیمئا نادی
تیمئا نادی (مجاری: Tímea Nagy؛ زادهٔ ۲۲ اوت ۱۹۷۰) شمشیرباز سابق اهل مجارستان است.
وی در مسابقات کشوری و بین‌المللی در مجموع برندهٔ ۸ مدال طلا، ۱ مدال برنز شده‌است.